# Teratofobia
La teratofobia (dal greco teratos che significa "mostro" e phobia che invece significa "fobia") è la paura immotivata dei mostri e delle persone deformate.
Per le donne in gravidanza, la teratofobia si presenta con la paura di avere un figlio/a deformato/a. Si verifica principalmente nelle donne che hanno sofferto di rosolia e altre malattie che potrebbero creare malformazioni al feto.